# Chelysida obtecta
Chelysida obtecta es un coleóptero de la familia Chrysomelidae.
Fue descrita científicamente en 1882 por Fairmaire.